# Седми върховен състав на Народния съд
Седмият състав на Народния съд в София е проведен с цел да осъди участниците в депортирането на евреите от Беломорието и Вардарска Македония.
Този състав се занимава с ръководния състав на Комисарството по еврейските въпроси; служебни лица и чиновници – участници в изселването на евреи от Беломорието и Македония; длъжностни лица и държавни служители, които са свързани с ликвидирането на еврейски предприятия и/или материално са се облагодетелствали от провежданите тръжни комисии за еврейски имоти, началници и ръководни лица в еврейските трудови лагери, които са издевателствали над евреите; ратници, бранници и водачи на запасното офицерство, които активно са съдействали за провеждане на антисемитската политика; журналисти и писатели – автори и преводачи на антиеврейска литература и др.

## Състав

### Народни обвинители
- Борис Бъров
- Славчо Стоилов
- Манчо Рахаминов
- Ели Барух

## Подсъдими
Подсъдими в процеса на Седми състав на Народния съд в София са лица „провинили се като антисемити-фашисти“ – 65 души по обвинителен акт (71 души с постановления за привличане под съдебна отговорност).
- Александър Георгиев Белев
- подполковник Александър Петров Мусевич-Бориков
- Александър Николов Пъдарев
- капитан Алекси Иванчев Шонкин
- Ангел Стоянов Черкезов
- Асен Владимиров Пайташев
- Асен Стаменков Пашов
- Атанас Иванов Овчаров
- Борис Петров Наумов
- Борислав Николов Тасев
- Боян Михов Ивчинов
- Васил Иванов Марковски
- Виктор Ичков Бойчев
- капитан Владислав Цветков Мечков
- Гавраил Иванов Старирадев
- Георги Дочев Джамбазов
- поручик Георги Стоименов Пиналов
- фелдфебел Георги Иванов Чалъмов
- подпоручик Димитър Власев Ставрев
- Захари Велков Иванов
- инженер Иван Стоянов Гашаров
- Иван Захариев
- Иван Вълчанов Икономов
- Иван Стефанов Мициев
- Иван Анастасов Неофитов
- д-р Иван Димитров Попов
- Игнат Василев Петков
- Илия Илиев Добревски
- Илия Сарафов
- Илия Христов Стамболджиев
- Йордан Кирилов Лозанов
- Йордан Марков Косев
- д-р Йосиф Стефанов Ватев
- Кирил Вениаминов Далкалъчев
- подпоручик Кирил Атанасов Стоименов
- Коста Иванов Манчев
- Кръстю Игнатов Козаров
- Лиляна Василева Паница
- Любен Петров Земриев
- Мария Борисова Павлова
- Марко Василев Мехлемов
- Ненко Антонов Дойчинов
- поручик Никифор Младенов Павлов
- Никола Михайлов Байкушев
- полковник Никола Петров Рашков
- подпоручик Никола Георгиев Скачков
- Павел Трайков Петков
- поручик Парашкев Иванов Йорданов
- Пейо Драганов Пеев
- Пенчо Луков Хаджилуков
- Петър Киров Пешев
- Петър Паскалев Станчев
- поручик Райко Бочев Колевски
- Сава Златев Шарланджиев
- Славчо х.Йорданов х.Йончев
- Спас Петров Стоянчевски
- Стефан Тодоров Събев
- Стефан Филипов Трифонов
- фелдфебел Стоил Иванов Ризов
- Стоян Христов Бахчеванджиев
- Стоян Вълчев Стоянов
- подполковник Тодор Бойчев Атанасов
- Тодор Андреев Забунов
- Тодор Василев Колибаров
- подпоручик Тодор Христов Тошков
- Христо Добрев Бакърджиев
- фелдфебел Христо Димитров Йовчев
- Христо Лалев Лулчев
- Христо Христов Стомоняков
- полковник Цветан Атанасов Мумджиев
- Ярослав Любенов Калицин